# سالاد لوبیا

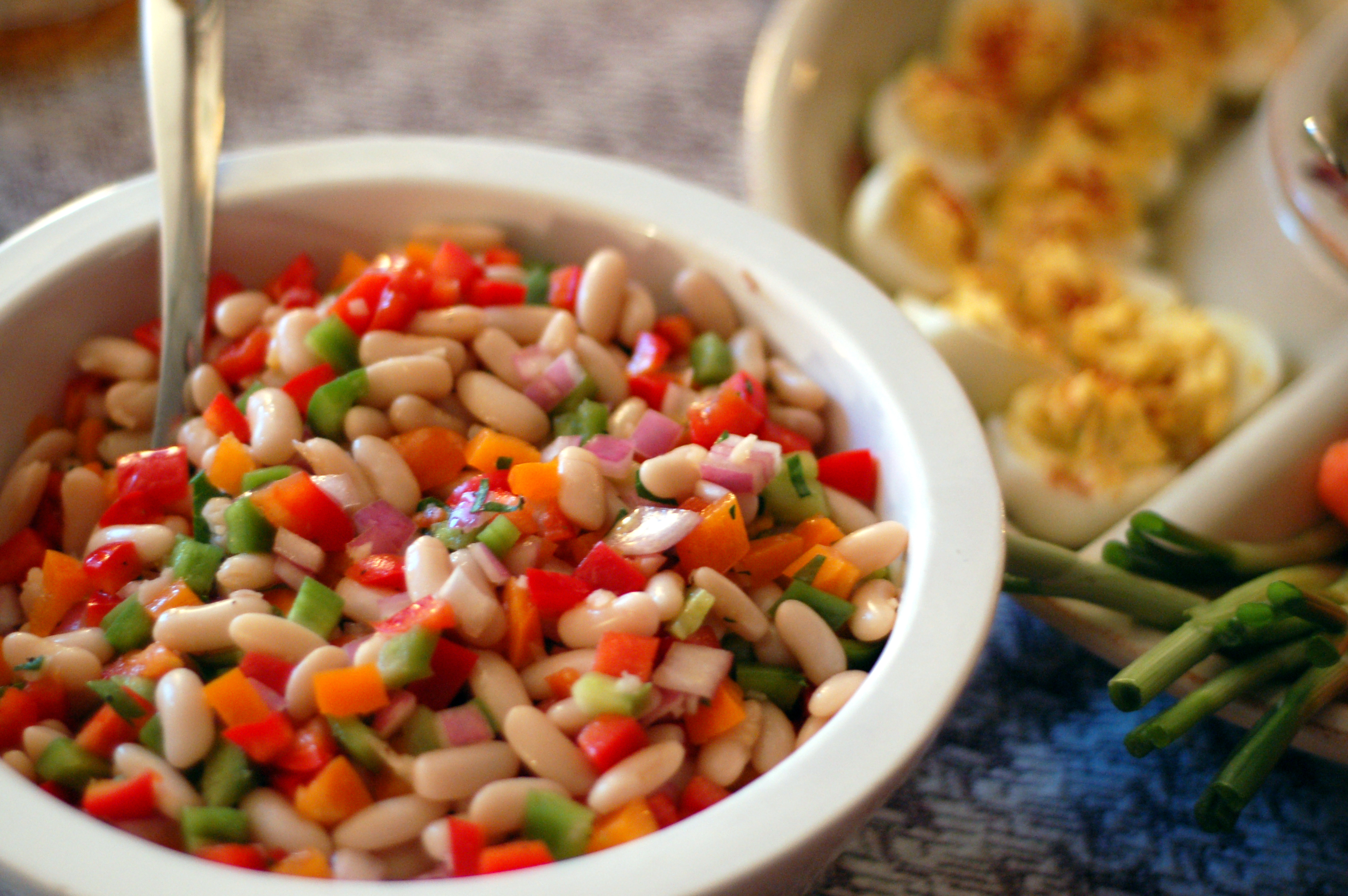
نوعی سالاد لوبیای رنگارنگ

سالاد لوبیا نوعی سالاد است که از ترکیب انواع و اقسام لوبیا تهیه می‌شود. لوبیا چیتی و لوبیا سبز و نخود پخته، فلفل دلمه‌ای و پیاز و انواع تره بار در تهیه این سالاد استفاده می‌گردد. این سالاد با ترکیبی از روغن‌های گیاهی مخلوط می‌گردد. به برخی از سالادهای لوبیا دانه‌های برنج، جو یا پاستا و رشته فرنگی هم می‌زنند.